# NGC 1824
NGC 1824 is een balkspiraalstelsel in het sterrenbeeld Goudvis. Het hemelobject werd op 26 december 1834 ontdekt door de Britse astronoom John Herschel.

## Synoniemen
- ESO 119-36
- AM 0506-594
- IRAS 05061-5947
- PGC 16761